# Ansichtssendung
Von einer Ansichtssendung wird gesprochen, wenn eine Sache nach einer vertraglichen Vereinbarung zur Ansicht zugestellt wird. Der Empfänger hat sie ordnungsgemäß zu verwahren und auf seine Kosten zurückzusenden, wenn er sie nicht behalten will.
Häufig werden Sachen im Rahmen eines Kaufs auf Probe gem. § 454 BGB zugestellt, bei dem der Vertrag unter der aufschiebenden Bedingung der Billigung geschlossen wird, die im Belieben des Käufers steht. Das Einverständnis muss nach § 455 BGB innerhalb einer vereinbarten oder vom Verkäufer bestimmten angemessenen Frist erklärt werden. Wenn die Sache, wie bei der Ansichtssendung, zur Besichtigung übergeben worden war, gilt sein Schweigen gem. § 455 S. 2 BGB als Billigung.

## Abgrenzung zur Lieferung unbestellter Waren
Handelt es sich hingegen um unbestellte Waren, die ein Unternehmer an einen Verbraucher geschickt hat, entsteht gem. § 241a BGB kein Zahlungsanspruch. Die im Kern wettbewerbsrechtliche Vorschrift soll den Verbraucher vor belästigenden und anstößigen Vertriebsformen schützen.
Eine Sache ist dann unbestellt, wenn der Verbraucher sie erhalten hat, ohne eine ihm zurechenbare Aufforderung – eine invitatio ad offerendum – abgegeben zu haben. Bei ähnlich gelagerten Sachverhalten kann es gelegentlich zu Fehleinschätzungen kommen. So führt die Anfechtung eines Vertrages – auch wegen arglistiger Täuschung (§ 123 BGB) – nicht dazu, dass die Sache auf einmal als unbestellt einzustufen wäre. Warensendungen, die im Rahmen einer laufenden Geschäftsbeziehung oder nach Aufforderung zugestellt wurden, fallen nicht unter die Regelung des § 241a Abs. 1 BGB.